# Bothriomyrmex decapitans
Bothriomyrmex decapitans é uma espécie de inseto do gênero Bothriomyrmex, pertencente à família Formicidae.

## Ciclo de vida
A formiga Bothriomyrmex decapitans é uma formiga parasita temporária da formiga Tapinoma nigerrimum: a rainha fecundada de B. decapitans invade um formigueiro de T. nigerrimum, consegue ser aceite pelas obreiras e mata por decapitação a rainha da espécie hospedeira; as obreiras de T. nigerrimum cuidam da rainha B. decapitans e das suas larvas, e durante algum tempo a colónia é mista, com obreiras de ambas as espécies, até as obreiras T. nigerrimum morrerem..